# Nhân quyền tại Nhật Bản
Nhật Bản là nước theo chế độ quân chủ lập hiến. Theo số liệu của Bộ Tư pháp (MOJ), các cơ quan của Văn phòng Pháp lý Nhật Bản và các tình nguyện viên tự do dân sự đã giải quyết 359.971 khiếu nại liên quan đến nhân quyền và 18.786 báo cáo về các vi phạm nhân quyền bị nghi ngờ trong năm 2003 Nhiều vụ việc cuối cùng đã được giải quyết tại tòa án. Các vấn đề nhân quyền xảy ra ở Nhật Bản ngày nay, vì lịch sử hiện đại hóa của Nhật Bản chỉ đạt được ở các khu vực phi nhân đạo với sự trỗi dậy mở rộng quân sự của Đế quốc Nhật Bản trong thế kỷ 20. quyền của công dân, nước cộng hòa gây ra một dòng thác trong chính phủ

## Các vấn đề chính
Điều 14 của Hiến pháp Nhật Bản đảm bảo sự bình đẳng giữa hai giới. Tỷ lệ phụ nữ làm việc toàn thời gian tăng trưởng đều đặn trong những năm 1980 và đầu những năm 1990. Việc thông qua Luật về cơ hội bình đẳng trong việc làm cho nam giới và phụ nữ năm 1985 là một số trợ giúp trong việc đảm bảo quyền của phụ nữ, mặc dù luật là "hướng dẫn" và không có hình phạt pháp lý nào đối với người sử dụng lao động kỳ thị (xem Phụ nữ ở Nhật Bản).
Nhật Bản có tỷ lệ kết án trên 99%. Trong một số trường hợp, tòa án đã thừa nhận những lời thú tội đã bị ép buộc và thả những người bị cầm tù. Để chống lại điều này, một đạo luật đã được thông qua vào năm 2016 yêu cầu một số cuộc thẩm vấn phải được ghi hình. Tuy nhiên, điều này chỉ áp dụng cho những người bị buộc tội về các tội nghiêm trọng, chẳng hạn như giết người, đốt phá và bắt cóc, chỉ chiếm 3% các trường hợp. Ở các quốc gia theo thông luật thực hành xét xử bởi bồi thẩm đoàn, tỷ lệ kết án cao có thể cho thấy các bị cáo không nhận được một phiên tòa công bằng. Đôi khi các công tố viên Nhật Bản quyết định không truy tố trong trường hợp phạm tội nhẹ hoặc khi có khả năng vô tội cao.  Một số nhà nghiên cứu Nhật Bản tin rằng đó là một trong những nguyên nhân của tỷ lệ kết án cao ở Nhật Bản. Tỷ lệ truy tố ở Nhật Bản là 33,4%. 64,3% không được xem xét.
Ở các quốc gia luật dân sự, nơi một thẩm phán quyết định phán quyết, điều này là phổ biến bởi vì cả bên bào chữa và công tố viên đều có thể dự đoán một cách đáng tin cậy kết quả của phiên tòa. Nhật Bản cũng thi hành án tử hình như một số tổ chức của Liên hơp quốc, một số tổ chức phi chính phủ nổi tiếng và Liên minh châu Âu (xem hình phạt tử hình ở Nhật Bản).
Xã hội Nhật Bản, theo hệ tư tưởng Nho giáo, nói chung ngại trong việc tôn trọng quyền và phẩm giá của những người trẻ tuổi và những người mới tham gia. Điều này dẫn đến việc lạm dụng và bắt nạt xã hội của những người trẻ tuổi và trẻ em bởi những người lớn tuổi trong trường học, viện và tại nhà. Mặc dù phần lớn xã hội Nhật Bản tự hào về hệ thống truyền thống, có những nhóm thiểu số đáng kể những người không đồng ý với hệ thống này.
Có nhiều tranh cãi xung quanh việc hành xử xã hội và pháp lý của người thiểu số. Mặc dù người Nhật coi mình là một dân tộc đồng nhất, nhưng thiểu số vẫn tồn tại và họ thường phải chịu sự phân biệt đối xử. Chức năng hành pháp tại Nhật Bản là Cơ quan hành pháp Nhật Bản. Dân tộc thiểu số bản địa lớn nhất là hai đến bốn triệu hisabetsu buraku ("bộ lạc bị ruồng bỏ"), hậu duệ của các cộng đồng bị ruồng bỏ của Nhật Bản thời phong kiến. Những nhóm thiểu số bao gồm người Ainu, cư dân bản địa ở miền bắc Nhật Bản và người Okinawa. Nhật Bản cũng có vài trăm nghìn cư dân bản địa gốc Hàn Quốc và Trung Quốc, cùng với các cư dân nước ngoài khác trải qua các hình thức và mức độ phân biệt đối xử khác nhau.